# Kulmeri
Kulmer, hrvatska plemićka obitelj njemačkog podrijetla koja se doselila u Hrvatsku u 18. stoljeću.
Barun Ivan Emil Kulmer (1736. – 1807.) stekao je dvorac i posjed u Šestinama preko svoje supruge Judite grofice Sermage. Obitelj je dala istaknute predstavnike hrvatskog političkog i kulturnog života u 19. i 20. stoljeću. Poznat je političar i ilirac Franjo barun Kulmer (1806. – 1853.) koji je predložio Josipa baruna Jelačića za hrvatskog bana.
Godine 1862. Franjin brat, general Miroslav Kulmer st. (1814. – 1877.) dobio je grofovsku titulu. Ostao je zapamćen po tome što je uveo hrvatski jezik i zastavu u domobranske jedinice. Njegov sin Milan bio je austrijski mornarički časnik, a Milanov sin, grof Aleksandar bio je gospodar Cernika od 1918. – 1943. i otac hrvatskog slikara Ferdinanda Kulmera (1925. – 1998.).
Smrću Ferdinanda Kulmera koji ima kći Barbaru obitelj se 1998. godine ugasila u muškoj liniji.